# マイドリング
マイドリング (Meidling ([ˈmaɪ̯tlɪŋ] ( 音声ファイル)) は、ウィーンの行政区の第12区である。

## 地理
面積が小さいため、比較的人口密度の高い地域となっている。

### 構成地域
- アルトマンスドルフ
- ガウデンツドルフ
- ヘッツェンドルフ
- オーバーマイドリング
- ウンターマイドリング

## 対外関係

### 姉妹都市・提携都市
- 日本 岐阜県岐阜市
1994年（平成6年）3月22日 - 姉妹都市提携。